# Історія чемпіонств Національної футбольної ліги
За всю свою історію Національна та її конурентка Американська футбольна ліга використовували різні принципи визначення чемпіонів, включаючи певний період міжлігових поєдинків для визначення національного чемпіона.
Заснована у 1920 році у Кантоні, Огайо, НФЛ називала чемпіоном найкращу команду з турнірної таблиці, перейшовши на систему плейофф у 1933 році (одна гра плей-офф знадобилася у 1932 році).
Згодом конкуренти Футбольна конференція Ол-Америка та Американська футбольна ліга злилися з НФЛ (лише дві команди AAFC досі існують – Клівленд Браунс та Сан-Франциско Фортинайнерс, дебютували у Національній лізі у Сезон НФЛ 1950, але показники AAFC та чемпіонати конференції не відображені у історії ліги. АФл дебютувала у 1960 році та застосовувала систему плей-офф подібно до конкурента.
У період з 1966 і до 1969, напередодні злиття ліги проводили безспірну чемпіонську гру, яку назвали спочатку the AFL-NFL World Championship Game, а потім перейменували на Супербоул.

Після обєднання у 1970 році Супербоул продовжив бути назвою гри для визначення чемпіона Національної футбольної ліги. Найважливішим фактором обєднання стало приєднання усіх 10 команд АФЛ до конкуруючої ліги, а всі результати та чемпіонські титули АФЛ були включені до статистики НФЛ. Колишня чемпіонська  гра НФЛ стала чемпіонською грою НФК, відповідну назву – Чемпіонська гра Американської футбольної конференції. Колишня гра чемпіонів АФЛ та НФЛ стала грою чемпіона Національної та Американської футбольних конференцій.
Грін-Бей Пекерс виграли найбільше чемпіонських титулів у НФЛ – 13 (девять напередодні змін та чотири Супербоули, включно з першими двома іграми між АФЛ та НФЛ). Чикаго Берс займають друге місце з девятьма (вісім титулів НФЛ та один Супербоул). У Клівленд Браунс та Нью-Йорк Джайантс ділять третє місце з вісьмома титулами. У Браунс чотири титули НФЛ та чотири перемоги у AAFC.  Наступний титул стане девятим і зрівняє їх з Берс. Джайянтс також мають аналогічні шанси, адже чотири з восьми титулів буди до епохи Супербоулу. Нью-Йорк Джетс та Канзас Сіті Чіфс з АФЛ виграли останні дві гри старого формату уже після затвердження назви Супербоул.

## 1920–1932: Початок
З моменту започаткування у 1920, Національна футбольна ліга не практикувала систему плей-офф або гри за визначення чемпіона: перемогу здобувала команда, яка займала перше місце з найкращим рекордом проиягом регулярного сезону, який визначався процентом перемог за винятком нічиїх. Іноді це призводило до незвичних результатів, тому що команди грали від шести до 20 матчів у лізі, далеко не всі команди грали рівну кількість матчів або ж проти фаворита ліги.
У результаті в перших шести сезонах ліги, чотири титули ліги обговорювіав та призначав виконавчий комітет ліги. У 1920 році Акрон Прос завершили сезон без поразок з трьома нічиїми, але дві команди що виграли більше матчів – Буффало Олл-Американс та Декатур Стейліз - висловилися за поділ титула, однак обидві петиції відхилили. Акрон отримав перший (і єдиний) Кубок Брансвік-Балк-Коллендер. За сучасними правилами Акрон та Буффало були б співчемпіонами. Акрон та Буфало нагородили своїх гравців золотими медалями
Ситуація повторилася наступного року між Олл-Американс та Стейліс(зараз остання базується у Чикаго). Буффало наполягало, що останній поєдинок між ними був товариським і її не варто включати до турнірної таблиці, натомість власник чикагців Джордж Халас і керівництво ліги наполягало на протилежному (ліга на той час не визнавала товариські матчі). У підсумку спірна гра, яку зіграли пізніше, отримала більшу вагу та стала де-факто розіграшем чемпіонства. У Чикаго виявилося на нічию менше.
Майже ідентична ситуація склалася у 1924, коли Чикаго спробував тактику у фінальній грі проти Клівленд Буллдогс, але ліга визнала протилежне та оголосила останню гру післясезонною, видавши Буллдогс третій поспіль чемпіонський титул.
Четвертий і останній випадок стався у наступного сезону між Поттсвілл Марунс та Чикаго Кардиналс. Марунс були суперечливо відсторонені наприкінці сезону 1925 за несанкціоновану гру проти команди поза лігою, дозволивши чикагцям зіграти два простих матчі (зокрема проти школярів, що теж суперечило правилам ліги) та обійти Поттсвілл у таблиці. Ліга нагородила Кардиналс одним з двох титулів у їх історії, але чикагці відмовилися, зберігши вакантність чемпіонства.
Лише 1933 року після придбання команди родиною Бідвіллів, команда відкликала свою відмову та забрала кубок. Це рішення викликало суперечки, що досі тривають. Бідвілли чинять спротив змінити рішення на користь команд з Філадельфії. Ліга визнала титул Кардиналс та закрила тему. Відвідувачі Зали слави оглядають саморобний чемпіонський трофей Марунс. Іронічно, але саме перемога Поттсвілла над зірками Нотр-Дам підтвердила перевагу професійного футболу над студентським.
Частково причина протистоянь ранніх чемпіонств криється у критеріях, що ліга використовувала для визначення чемпіона. Вона ґрунтувалася на системі процент перемог, де кількість перемог ділили на кількість матчів за винятком нічиїх. Такі результати почали враховувати у 1972 році, визнавши їх половиною перемоги та половиною поразки, але принцип ретроспективності не застосували. За цієї умови змінилися б результати чемпіонатів 1920-1931 років. Зокрема, Буффало Олл-Американс зрівнялися б з Акрон Прос за підсумками 1920 року, Дулут Келліс зрівнялися б з Бульдогами 1924 року, а Поттсвілл Марунс однозначно б перемогли 1925, а Нью-Йок Джаянтс – 1930.
За диференціалу перемог та поразок, характерного для бейсболу, Декатур Стейліз перемогли б у 1920 році за рахунок однієї гри переваги над Буффало, а сезон 1924 року виграли б Френкфорд Єллоу Джекітс, які б обійшли Клівленд на чотири гри за таких умов з результатом 10–3–1. 
Наприкінці сезону 1932 року, Чикаго Берс та Портсмут Спартанс мали однаковий процент перемог .857, але Спартанс мали рекорд 6-1-4, тоді як у Берс він був 6-1-6, беручи до уваги шість перемог та одну поразку.  Водночас Грін-Бей Пекерс завершили сезон з десятьма перемогами, трьома поразками та нічиєю.
За умови системи, що діє з 1972, коли нічия рахується як половина перемоги та поразки, Пекерс би виграли четвертий поспіль титул з рекордом 10-3-1 (.750, +7), другими були б Спартанс 6-1-4 (.727, +5), третіми були б Берс 6-1-6 (.692, +5)

Для визначення чемпіона ліги, попередньо, за наказом Джорджа Престона Маршалла ліга вирішила провести першу офіційну гру плей-офф у Чикаго на Ріглі Філд. Через складні погодні умови та побоювання низької явки глядачів, гру перенесли всередину Чикаго Стедіум, що змусило тимчасово змінити правила. Гра проходила на 80-метрофому модифіковану брудному полі. Чикаго перемогли 9-0, і оскільки гра зараховувалася у підсумкову таблицю, Чикаго оформили чемпіонство, а Портсмут посіли третє місце позаду Грін-Бей.
Низка змін правил для гри у приміщенні 1932 року стали постійними: гольові пости стали ближче до цільової лінії, кожен розіграш починався між хеш-поділками, а пас уперед міг стартувати з будь-якої відстані від лінії скріміджа (раніше було 5 ярдів).
Плей-офф став дуже популярним, тож НФЛ сформувала два дивізіони, переможці яких з 1933 розігрували чемпіонство.

## 1933–1965: адвент постсезону

### 1933–1965: Чемпіонська гра НФЛ
Починаючи з 1933 року, Національна футбольна ліга обирала чемпіона на основі єдиної гри плейофф, відомої як Чемпіонська гра НФЛ. У цей період ліга розділила команди на дві групи, відомі як дивізіони, а з 1950 року - конференції.
- Дивізіони (1933–1949): Східний та Західний
- Конференції (1950–1952): Американська та Національна
- Конференції (1953–1966): Східна та Західна
- Конференції та дивізіони (1967–1969): Східна' (Столичний та Столітній) та Західна (Центральний та Узбережний)

Домашнє поле для чемпіонської гри 1933 визначалося відсотком перемог та поразок; переможець Західного дивізіону Чикаго Берс продемонстрував кращий результат 10-2-1 у порівнянні зі східним переможцем Нью-Йорк Джаєнтс. Починаючи з наступного сезону дивізіони чергувалися у прийомі плей-офф, де східні команди грали вдома у непарні, а західні – у парні. Якщо було дві команди, які претендували на перемогу у дивізіоні/конференції, додаткова гра плей-офф визначала переможця, що проходив до чемпіонської гри. Місце такої гри визначав жереб. (За 34 сезони таке траплялося 9 разів: 1941, 1943, 1947, 1950 (у обидвох конференціях), 1952, 1957, 1958 та 1965).
Востаннє таке трапилося у 1965 році, коли Грін-Бей Пекерс та Балтимор Колтс посіли перше місце Західної конференції з однаковим підсумком 10-3-1. Грін-Бей виграло у Балтимора обидва матчі регулярного сезону, але за відсутності тай-брейку, плей-офф конференції відбувся 26 грудня посередині між кінцем регулярного сезону та вирішальною грою. Східний переможець Клівленд Браунс фінішував з підсумком 11-3-0 та не грав того тижня. Чемпіонську гру зіграли у визначену дату 2 січня 1966 – це був перший випадок коронації чемпіона у січні. Грін-Бей виграли обидві матчі, перегравши лазаретних Колтів (з третім за значимістю квотербек [[Том Матте])] у додатковий час завдяки контроверсійному філд гоулу) 23-12 та взявши титул на дуже брудному полі (у підсумку це була остання гра у НФЛ Джима Брауна).
З 1960 по 1969 НФЛ проводило додаткову гру постсезону під назвою the "Кубок плей-офф" (відомий як "Вигідний кубок Берта Белла" або "Кубок фіналістів"). Ці матчі були протистояннями других команд конференцій;  телевізійна мережа CBS анонсувала as "матчі за бронзу Національної футбольної ліги." Усі матчі відбувалися у Маямі на місцевому стадіоні Оранж Боул наступного тижня після чемпіонської гри. Зараз НФЛ відносить ці матчі до товариських та не включає їх до офіційних записів, учасників чи статистики. Кубок Плей-офф припинили після злиття АФЛ і НФЛ, кінцева гра відбулася у січні 1970 року.
Починаючи з 1934 року переможець отримував Меморіальний трофей Еда Торпа. Трофей було названо на честь Еда Торпа, видатного рефері, експерта правил та дилера спортивних товарів. Він помер у 1934 році і великий перехідний трофей крокував від чемпіона до чемпіона з карбувангням нових імен. Клуб отримував копію трофею. Його востаннє вручили Міннесоті Вікінгс 1969 року
Пізнішеу 1940 році президент НФЛ Кал Сторк огоосив, що періоди раптової смерті будуть зараховуватися у кожній грі плейофф у цілях визначення володаря титулу у дивізіоні. При цьому підкреслювалося, що правило не стосується чемпіонсько гри. У випадку нічиєї буде оголошено співчемпіона.. Хоча співчемпіонство визнали прийнятним, але пріоритетом став переможець кожної гри на вибування. Комісіонер Елмер Лейден 1941 року запропонував схожий принцип за винятком одного обиеження. Жереб визначатиме володаря трофею у випадку завершення чемпіонської гри внічию.
Овертайм у ситуації раптової смерті офіційно затвердили для чемпіонських ігор НФЛ у 1946 році і діє понині Перша гра плей-офф, де знадобилося задіяння цього правила, став Фінал НФЛ 1958.
Фінали 1955 та 1960 років відбулися у понеділок після обіду через те, що у ці роки Різдво випадало на неділю.

### 1946–1949: Чемпіонські ігри AAFC
```
Футбольна конференція Олл Америка
 створена у 1944 для конкуренції з 
НФл
. І хоча ліга збирала схожу відвідуваність у порівнянні з НФЛ у останні три сезони, але домінування 
Клівленд Браунс
 призвело до її краху.
```

Протягом перших трьох сезонів, ліга розділилався на Східний та Західний дивізіони (1946-1948). Наступаного, 1949 року, у лізі не було дивізіонів. Місце перших трьох фіналів визначалося аналогічно до НФЛ – дивізіонною ротацією. У 1949 році ліга провела плей-офф з- чотирьох матчів, господарями яких ставали команди з кращим процентом виграшів.
Браунс під керівництвом квотербека Отто Грема виграла всі чотири чемпіонські ігри.

Тай-брейк знадобився  у 1948 році, щоб вирішити нічию між Балтимор Колтс та [[Буффало Біллс(AAFC) для визначення чемпіона східного дивізіону. У 1949 році пройшли півфінали плей-офф, у підсумку чемпіонство розігрували володарі першого місця Браунс та другого [[Сан-Франциско Фортинайнерс.
У 1948, Браунс стали першою професійною футбольною командою, що закрила регулярний сезон без поразок та нічиїх – за 24 роки до 1972, коли Маямі Долфінс виконає завдання, але цей факт не згадується у щоденниках НФЛ.  На відміну від АФЛ, історія якої вважається частиною НФЛ, результати AAFC та все, що повязане з конференцією, нею не визнається. Щоправда, недіюча конференція зафіксована у стінах Залу Слави ліги. До записів НФЛ потрапили окремі життєписи гравців AAFC.
Між 1946 та 1948 роками переможці дивізіонів зустрічалися між собою у фіналі конференції. У 1949 році був лише один дивізіон з 7 команд, тож чемпіонська гра була останньою в рамках турніру чотирьох.
1946     22 грудня            Клівленд Браунс       14–9      Нью-Йорк Янкіс,       Муніципальний стадіон Клівленда,                41,181
1947     14 грудня            Клівленд Браунс       14–3      Нью-Йорк Янкіс,       Янкі Стедіум,    60,103
1948     19 грудня            Клівленд Браунс       49–7      Буффало Біллс,          Муніципальний стадіон Клівленда,                22,981
1949     11 грудня            Клівленд Браунс       21–7      Сан-Франциско Фортинайнерс,        Муніципальний стадіон Клівленда,         22,550

### 1960–1969: чемпіонські ігри АФЛ
З моменту утворення у 1960 році, АФЛ визначала переможця за допомогою єдиної гри плей-офф між переможцями the Східного' та Західного дивізіонів. Чемпіонські поєдинки АФЛ включали класику на кшталт поєдинку між Даллас Тексанс та володарями попереднього титулу – Г’юстон Ойлерс. На той час це була найдовша чемпіонська гра професійного футболу. У 1963 році знадобився плей-офф для визначення переможця дивізіону Схід між Бостон Петріотс та Баффало Біллс.

## 1966–1969: НФЛ проти АФЛ: зародження ери Супербоула
У 1966 році успіх конкурентної АФЛ, втрата зірок НФЛ  та їх перехід до конкурентів, дороговартісна війна ставок, підігріта підписанням Джайантс з НФЛ [[Піт Гонголак|Піта Гонголака, який був на контракті у Буффало Біллс, змусило ліги заговорити про злиття. Передумовою до цього стала ухвала Конгресу права (PL 89-800), що знімало проблеми антимонопольного законодавства для таких ліг. Головна позиція, яку відстоювали ліги, полягала у тому, що за умови такого дозволу, "Професійний футбол збережеться у 23 містах та на 25 стадіонах, що використовуються зараз.." Злиття оголосили 8 червня 1966, а завершене воно було у 1970.

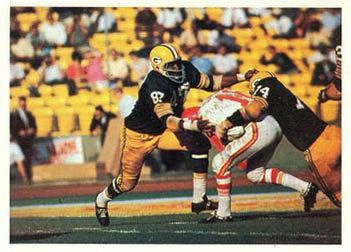
Пекерс здолали Чіфс у поєдинку АФЛ проти НФЛ (Супербоул I)

Після залучення нової франшизи Нью-Орлінс Сентс 1967, НФЛ розділили 16 команд на дві конференції по два ди візіони у кожній: Столичний та Столітнійу Східній, Узбережний та Центральний на заході.
З іншого боку, АФЛ наростила кількість франшиз до 10 після долучення Маямі Долфінс до Східного дивізіону у 1966 та Цинциннаті Бекнгалс у західному дивізіоні 1968. До 1969 року ліга проводила єдину гру плей-офф для визначення чемпіона за винятком потреби у дивізіонних тай-бреках. В останньому сезоні 1969 року АФЛ адаптувала формат турніру чотирьох для визначення чемпіона.
У проміжку між 1966 – 1969 чемпіон НФЛ розігрував з супротивником з Американської футбольної ліги Супербоул. Кубки I – IV стали єдиними міжліговими поєдинками за чемпіонство в історії американського футболу. Перші дві гри отримали назву Чемпіонська гра НФЛ проти АФЛ, оскільки назву Супербоул затвердили лише 1968. Тому третій поєдинок чемпіонів АФЛ та НФЛ отримав назву Супербоул III, тоді як перші два матчі стали Супербоулами І та ІІ після фактичного проведення. Два перші матчі виграли представники НФЛ Грін-Бей Пекерс, тоді як останні два взяли Канзас Сіті Чіфс та Нью-Йорк Джетс, зафіксувавши на момент злиття нічию 2-2 у чемпіонському протистоянні..
Усі учасники цих фіналів позначені відповідно чемпіонами Американської або Національної футбольних ліг незалежно від результату Супербоулу. Три з чотирьох чемпіонів ліги,, що програли перші чотири Супербоули, пізніше виграли хоча б один. Виняток – Міннесота Вайкінгс, яка тричі кваліфікувалася до Супербоулу згодом але програла усі поєдинки.

## 1970–н.ч. Ера Супербоулу

### Після об’єднання
По закінченні сезону та Супербоул IV, АФЛ та НФЛ завершили об’єднання та пройшли переформатування напередодні Сезон НФЛ 1970. Три команди НФЛ були переведені до АФК (Браунс, Колтс та Стілерс, щоб урівноважити АФК та НФК по 13 команд, розбитих на 3 дивізіони.

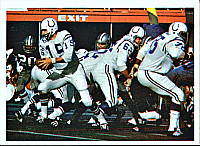
Колтс перемагають Ковбойс у першому фіналі після злиття НФЛ і АФЛ (Супербоул V)

У зязку з тим, що у новій обєданій лізі було шість переможців дивізіонів, НФЛ запровадило турнір плей-офф за участю восьми команд по 4 від коференції. Крім шести переможців дивізіонів, долучалися дві команди з путівками вайлд-кард – кращі з команд, що зайняли друге місце у конференціях. Перший          раунд отримав назву [[Плей-офф дивізіону, переможці визначали чемпіона конференції. За два тижні чемпіони конференцій розігрували Супербоул, чемпіонській грі ліги. Супербоул V у січні 1971 року став першим, де розігрували титул чемпіона НФЛ після ребрендингу.
Після запровадження вайлд-кард було ухвалено правило недопущення поєдинку між переможцем та срібним призерами з одного дивізіону у першому раунді (плей-офф дивізіонів). Це правило діяло до 1989 року. Більше того, приймаючу сторону досі визначала ротація дивізіонів, а не показники регулярного сезону (за винятком команд вайлд-кард, які завжди грали на виїзді). Брак переваги домашнього поля став найбільш очевидним у плей-офф НФЛ 1972-1973, коли непереможні Маямі Долфінс грали фінал конференції на Срі Ріверс Стедіум у Піттсбурзі проти Стілерс, які виграли всі домашні матчі, але зазнали трьох виїзних поразок.
Починаючи з 1972 року до розрахунків проценту перемог стали зараховувати нічиї як половину перемоги та поразки замість виключення з розрахунку. До того часу НФЛ ігнорувала нічиї при розрахунку турнірної таблиці. Ігри з овертаймом не практикувалися у регулярному сезоні до 1974 року.

### Запровадження переваги домашнього поля
У 1975 році ліга переробляє плейофф впровадженням системи посіву. Команди з вищими номерами посіву отримали можливість грати домашні матчі у всіх раундах. Переможці дивізіонів отримували номери з першого по третій, а команда вайлд кард була четвертою.

Команди, що отримали вищі номери посіву отримували "перевагу домашнього поля" протягом плей-офф, тобто вони грали всі матчі плей-офф на домашньому стадіоні (за винятком Супербоула на нейтральному майданчику).
Але у лізі дотримувалися заборони зустрічі команд з оодного дивізіону у плей-офф Дивізіонів. Таким чином, іноді перша команда грала з третьою, а друга протистояла четвертій.

### Подальша експансія плей-офф
Ліга збільшила плей-офф до десяти команд 1978, додавши другу команду вайлд-кард (п’ятий номер посіву) з кожної конференції. Четверта та п’ята команди грали одна з одною у першому раунді "вайлд-кард.". Переможціі дивізіонів (перші три сіяні) отримували "вихідний" та кваліфікувалися до Дивізіонного раунду, який став другим. У дивізіонному раунді зберігався попередній принцип заборони зустрічі команд одного дивізіону. У новому форматі такі команди могли зустрітися у першому раунді або позмагатися за чемпіонствіо конференції. Тобто, як і раніше, переможець та срібний призер дивізіону могли зустрітися лише у вирішальному раунді.
Страйк гравців скоротив Сезон НФЛ 1982 до 9 ігор. Того року ліга застосувала спеціальний формат плей-офф за участю 16 команд. 8 команд з кожної конференції кваліфікувалися  незалежно від дивізіонів, (від яких тимчасово відмовилися, і за деякими винятками запеклі суперники з дивізіонів не зустрічалися між собою). Наступного року плей-офф повернулися до схеми 1978 року.
У 1990 НФЛ розширила плей-офф до 12 команд, додавши третю команду вайлд-кард з шостим номером посіву від кожної конференції. Обмеження на ігри плей-офф двох команд з одного дивізіону у Плей-офф Дивізіонів скасували. Щоправда, лише два кращих переможці дивізіонів від конференції з посівами 1 і 2 пропускали раунд та автоматично переходили до другого раунду як приймаючі команди. Третій номер посіву, найгірший переможець дивізіону, зустрічався з шостим номером посіву.
Результат поєдинку між третьою та шостою командами конференції визначав суперників переможців у дивізіонному раунді:
- У випадку виграшу команди з номером посіву 3, вона грала з другим номером посіву, а переможець протистояння четвертої та п’ятої команд ставав суперником першої команди.
- Якщо вигравала шоста команда, вони відправлялися до найкращої команди, а переможець іншої пари зустрічався з другою командою посіву.

У 2002 НФЛ реформувалася на 8 дивізіонів по чотири у кожній конференції для додавання 32 команди Г’юстон Тексанс. Плей-офф зберіг формат турніру з 12 команд, до якого проходили чотири переможці дивізіонів з номерами посіву 1, 2, 3 та 4 і дві команди вайлд кард (5 та 6) кожної конференції. Щоправда, лише два переможці дивізіонів автоматично проходили до раунду дивізіонів, інші мають проходити раунд вайлд кард. Ліга досі зберігає звичні назви "Плей-офф вайлд кард", "Плей-офф дивізіонів" та "Чемпіонство конференції" для першого, другого та третього раундів плей-офф відповідно.
Власники клубів обговорювали розширення плей-офф з 2013 року. Починаючи з 2020, НФЛ розширила плей-офф до 14 команд, тобто по сім з кожної конференції. Новий формат передбачає автоматичну кваліфікацію лише найкращої команди конференції.

## Чемпіони та фінали НФЛ за сезонами
Нижче наведено список професійних чемпіонів за сезонами у відповідності до офіційної інформації від Залу слави.

### Чемпіони за позицією (1920–1932)
Протягом перших тринадцяти сезонів АПФА/НФЛ не проводили фінал за винятком Сезон НФЛ 1932, коли відбулася перша гра плей-оф. Проведена всередині на зменшеному полі з метою подолати рівність результатів у турнірній таблиці; вона стала прототипом фіналу (навіть за умови, що команда, яка програла, зайняла третє місце у підсумку). У сезонах з [[сезон НФЛ 1920|1920 – 1971 ліга не враховувала у розрахунках нічиї.
| Сезон | Назва Ліги | Команда                      | Перемоги | Поразки | Нічиї | % перемог |
| ----- | ---------- | ---------------------------- | -------- | ------- | ----- | --------- |
| 1920  | АПФА       | Акрон Прос (1)               | 8        | 0       | 3     | .864      |
| 1921  | APFA       | Чикаго Стейліс (1)           | 9        | 1       | 1     | .864      |
| 1922  | НФЛ        | Кантон Буллдогс (1)          | 10       | 0       | 2     | .917      |
| 1923  | НФЛ        | Кантон Буллдогс (2)          | 11       | 0       | 1     | .958      |
| 1924  | NFL        | Клівленд Буллдогс (1)        | 7        | 1       | 1     | .833      |
| 1925  | НФЛ        | Чикаго Кардиналс (1)         | 11       | 2       | 1     | .821      |
| 1926  | НФЛ        | Франкфорд Йєллоу Джекетс (1) | 14       | 1       | 2     | .882      |
| 1927  | НФЛ        | Нью-Йорк Джаянтс (1)         | 11       | 1       | 1     | .885      |
| 1928  | НФЛ        | Провіденс Стім Ролер (1)     | 8        | 1       | 2     | .818      |
| 1929  | НФЛ        | Грін-Бей Пекерс (1)          | 12       | 0       | 1     | .962      |
| 1930  | НФЛ        | Грін-Бей Пекерс (2)          | 10       | 3       | 1     | .750      |
| 1931  | НФЛ        | Грін-Бей Пекерс (3)          | 12       | 2       | 0     | .857      |
| 1932  | НФЛ        | Чикаго Берс (2)              | 7        | 1       | 6     | .714      |

### Фінал чемпіонату НФЛ (1933-1965)
| Сезон | Ліга                             | Переможець             | Рахунок    | Програвша команда  | Стадіон                         | Відвідуваність |
| ----- | -------------------------------- | ---------------------- | ---------- | ------------------ | ------------------------------- | -------------- |
| 1933  | НФЛ                              | Чикаго Берс (3)        | 23–21      | Нью-Йорк Джаянтс   | Ріглі Філд                      | 26,000         |
| 1934  | НФЛ                              | Нью-Йорк Джаянтс (2)   | 30–13      | Чикаго Берс        | Поло Граундс                    | 35,059         |
| 1935  | НФЛ                              | Детройт Лайонс (1)     | 26–7       | Нью-Йорк Джаянтс   | Юніверсіті оф Детройт Стедіум   | 15,000         |
| 1936  | НФЛ                              | Грін-Бей Пекерс (4)    | 21–6       | Бостон Редскінс    | Поло Граундс                    | 29,545         |
| 1937  | НФЛ                              | Вашингтон Редскінс (1) | 28–21      | Чикаго Берс        | Ріглі Філд                      | 15,870         |
| 1938  | НФЛ                              | Нью-Йорк Джаянтс (3)   | 23–17      | Грін-Бей Пекерс    | Поло Граундс                    | 48,120         |
| 1939  | НФЛ                              | Грін-Бей Пекерс (5)    | 27–0       | Нью-Йорк Джаянтс   | Дейрі Боул                      | 32,279         |
| 1940  | НФЛ                              | Чикаго Бекрс (4)       | 73–0       | Вашингтон Редскінс | Griffith Stadium                | 36,034         |
| 1941  | NFL                              | Чикаго Берс (5)        | 37–9       | Нью-Йорк Джаянтс   | Wrigley Field                   | 13,341         |
| 1942  | НФЛ                              | Вашингтон Редскінс (2) | 14–6       | Чикаго Берс        | Гріффіт Стедіум                 | 36,006         |
| 1943  | НФЛ                              | Chicago Bears (6)      | 41–21      | Вашингтон Редскінс | Ріглі Філд                      | 34,320         |
| 1944  | НФЛ                              | Грін-Бей Пекерс (6)    | 14–7       | Нью-Йорк Джаянтс   | Поло Граундс                    | 46,016         |
| 1945  | НФЛ                              | Клівленд Ремз (1)      | 15–14      | Вашингтон Редскінс | Cleveland Municipal Stadium     | 32,178         |
| 1946  | НФЛ                              | Чикаго Берс (7)        | 24–14      | Нью-Йорк Джаянтс   | Поло Граундс                    | 58,346         |
| 1947  | НФЛ                              | Чикаго Кардиналс (2)   | 28–21      | Філадельфія Іглс   | Коміскі Парк                    | 30,759         |
| 1948  | НФЛ                              | Філадельфія Іглс (1)   | 7–0        | Чикаго Кардиналс   | Шайбе Парк                      | 36,309         |
| 1949  | НФЛ                              | Філадельфія Іглс (2)   | 14–0       | Лос-Анджелес Ремс  | Лос-Анджелес Меморіал Колізеум  | 27,980         |
| 1950  | НФЛ                              | Клівленд Браунс (5)    | 30–28      | Лос-Анджелес Ремс  | Муніципальний стадіон Клівленда | 29,751         |
| 1951  | НФЛ                              | Лос-Анджелес Ремс (2)  | 24–17      | Клівленд Браунс    | Лос-Анджелес Меморіал Колізеум  | 57,522         |
| 1952  | НФЛ                              | Детройт Лайонс (2)     | 17–7       | Клівленд Браунс    | Муніципальний стадіон Клівленда | 50,934         |
| 1953  | НФЛ                              | Детройт Лайонс (3)     | 17–16      | Клівленд Браунс    | Бріггс Стедіум                  | 54,577         |
| 1954  | НФЛ                              | Клівленгд Браунс (6)   | 56–10      | Детройт Лайонс     | Муніципальний стадіон Клівленда | 43,827         |
| 1955  | НФЛ                              | Клівленд Браунс (7)    | 38–14      | Лос-Анджелес Ремс  | Лос-Анджелес Меморіал Колізеум  | 85,693         |
| 1956  | НФЛ                              | Нью-Йорк ДЖаянтс (4)   | 47–7       | Чикаго Берс        | Янкі Стедіум                    | 56,836         |
| 1957  | НФЛ                              | Детройт Лайонс (4)     | 59–14      | Клівленд Браунс    | Бріггс Стедіум                  | 55,263         |
| 1958  | НФЛ                              | Балтимор Колтс (1)     | 23–17 (OT) | Нью-Йорк Джаянтс   | Янкі Стедіум                    | 64,185         |
| 1959  | НФЛ                              | Балтимор Колтс (2)     | 31–16      | Нью-Йорк Джаянтс   | Балтимор Меморіал Стедіум       | 57,545         |
| 1960  | НФЛ                              | Філадельфія Іглс (3)   | 17–13      | Грін-Бей Пекерс    | Франклін Філд                   | 67,325         |
| 1961  | Фінал чемпіонату НФЛ 1961\|НФЛ]] | Грін-Бей Пекерс (7)    | 37–0       | Нью-Йорк Джаянтс   | Ламбо Філд                      | 39,029         |
| 1962  | НФЛ                              | Грін-Бей Пекерс (8)    | 16–7       | Нью-Йорк Джаянтс   | Янкі Стедіум                    | 64,892         |
| 1963  | НФЛ                              | Чикаго Берс (8)        | 14–10      | Нью-Йорк Джаянтс   | Ріглі Філд                      | 45,801         |
| 1964  | НФЛ                              | Клівленд Браунс (8)    | 27–0       | Балтимор Колтс     | Муніципальний стадіон Клівленда | 79,544         |
| 1965  | НФЛ                              | Грін-Бей Пекерс (9)    | 23–12      | Клівленд Браунс    | Ламбо Філд                      | 50,777         |

### Чемпіони Супербоулу (1966–н.ч.)
| Гра     | Дата       | Перемогли                   | Програли                    | Рахунок | Стадіон, Місто                          | Глядачів |
| ------- | ---------- | --------------------------- | --------------------------- | ------- | --------------------------------------- | -------- |
| LIV     | 2.02.2020  | Канзас-Сіті Чифс            | Сан-Франциско Фортинайнерс  | 31-20   | Хард Рок Стедіум, Маямі-Ґарденс         | 62 417   |
| LIII    | 3.02.2019  | Нью-Інгленд Петріотс        | Лос-Анджелес Ремз           | 13-3    | Мерседес-Бенц Стедіум, Атланта          | 70 081   |
| LII     | 4.02.2018  | Філадельфія Іглс            | Нью-Інгленд Петріотс        | 41-33   | Vikings Stadium, Міннеаполіс            | 67 612   |
| LI      | 5.02.2017  | Нью-Інгленд Петріотс        | Атланта Фалконс             | 34-28   | NRG-Стедіум, Х'юстон                    | 70 807   |
| L       | 7.02.2016  | Денвер Бронкос              | Кароліна Пантерс            | 24-10   | Леві Стедіум, Санта-Клара               | 71 088   |
| XLIX    | 1.02.2015  | Нью-Інгленд Петріотс        | Сіетл Сігокс                | 28-24   | University of Phoenix Stadium, Глендейл | 70 288   |
| XLVIII  | 2.02.2014  | Сіетл Сігокс                | Денвер Бронкос              | 43-8    | Мет-Лайф Стедіум, Східний Рутерфорд     | 82 529   |
| XLVII   | 3.02.2013  | Балтимор Рейвенс            | Сан-Франциско Форті Найнерс | 34-31   | Mercedes-Benz Супердом, Новий Орлеан    | 71 024   |
| XLVI    | 05.02.2012 | Нью-Йорк Джаєнтс            | Нью-Інгленд Петріотс        | 21-17   | Індіанаполіс                            | 68,658   |
| XLV     | 06.02.2011 | Грін Бей Пекерз             | Піттсбург Стілерс           | 31-25   | Арлингтон                               | 103,219  |
| XLIV    | 2.02.2010  | Нью-Орлеан Сейнтс           | Індіанаполіс Колтс          | 31-17   | Маямі                                   | 74,059   |
| XLIII   | 1.02.2009  | Піттсбург Стілерс           | Аризона Кардиналс           | 27-23   | Тампа                                   | 70,774   |
| XLII    | 3.02.2008  | Нью-Йорк Джайентс           | Нью-Інґленд Патріотс        | 17-14   | Ґлендейл                                | 71,101   |
| XLI     | 4.02.2007  | Індіанаполіс Колтс          | Чикаго Берс                 | 29-17   | Маямі                                   | 74,512   |
| XL      | 5.02.2006  | Піттсбург Стілерс           | Сієтл Сігокс                | 21-10   | Детройт                                 | 68,206   |
| XXXIX   | 6.02.2005  | Нью-Інґленд Патріотс        | Філадельфія Іглс            | 24-21   | Джексонвілл                             | 78,125   |
| XXXVIII | 1.02.2004  | Нью-Інґленд Патріотс        | Кароліна Пантерс            | 32-29   | Х'юстон                                 | 78,525   |
| XXXVII  | 26.01.2003 | Тампа-Бей Баккенірс         | Окленд Райдерс              | 48-21   | Сан-Дієго                               | 67,603   |
| XXXVI   | 3.02.2002  | Нью-Інґленд Патріотс        | Сент-Луїс Рамс              | 20-17   | Новий Орлеан                            | 72,922   |
| XXXV    | 28.01.2001 | Балтимор Райвенс            | Нью-Йорк Джайентс           | 34-7    | Тампа                                   | 71,921   |
| XXXIV   | 30.01.2000 | Сент-Луїс Рамс              | Теннессі Титанс             | 23-16   | Атланта                                 | 72,625   |
| XXXIII  | 31.01.1999 | Денвер Бронкос              | Атланта Фалконс             | 34-19   | Маямі                                   | 74,803   |
| XXXII   | 25.01.1998 | Денвер Бронкос              | Ґрін Бай Пакерс             | 31-24   | Сан-Дієго                               | 68,912   |
| XXXI    | 26.01.1997 | Ґрін Бай Пакерс             | Нью-Інґленд Патріотс        | 35-21   | Новий Орлеан                            | 72,301   |
| XXX     | 28.01.1996 | Даллас Ковбойс              | Піттсбург Стілерс           | 27-17   | Темпі                                   | 76,347   |
| XXIX    | 29.01.1995 | Сан-Франциско Форті Найнерс | Сан-Дієго Чарджерс          | 49-26   | Маямі                                   | 74,107   |
| XXVIII  | 30.01.1994 | Даллас Ковбойс              | Баффало Біллс               | 30-13   | Атланта                                 | 72,817   |
| XXVII   | 31.01.1993 | Даллас Ковбойс              | Баффало Біллс               | 52-17   | Пасадена                                | 98,374   |
| XXVI    | 26.01.1992 | Вашингтон Редскінз          | Баффало Біллс               | 37-24   | Міннеаполіс                             | 63,130   |
| XXV     | 27.01.1991 | Нью-Йорк Джайентс           | Баффало Біллс               | 20-19   | Тампа                                   | 73,813   |
| XXIV    | 28.01.1990 | Сан-Франциско Форті Найнерс | Денвер Бронкос              | 55-10   | Новий Орлеан                            | 72,919   |
| XXIII   | 22.01.1989 | Сан-Франциско Форті Найнерс | Цинциннаті Банґалс          | 20-16   | Маямі                                   | 75,129   |
| XXII    | 31.01.1988 | Вашингтон Редскінз          | Денвер Бронкос              | 42-10   | Сан-Дієго                               | 73,302   |
| XXI     | 25.01.1987 | Нью-Йорк Джайентс           | Денвер Бронкос              | 39-20   | Пасадена                                | 101,063  |
| XX      | 26.01.1986 | Чикаго Берс                 | Нью-Інґленд Патріотс        | 46-10   | Новий Орлеан                            | 73,818   |
| XIX     | 20.01.1985 | Сан-Франциско Форті Найнерс | Маямі Дольфінс              | 38-16   | Стенфорд                                | 84,059   |
| XVIII   | 22.01.1984 | Лос-Анджелес Райдерс        | Вашингтон Редскінз          | 38-9    | Тампа                                   | 72,920   |
| XVII    | 30.01.1983 | Вашингтон Редскінз          | Маямі Дольфінс              | 27-17   | Пасадена                                | 103,667  |
| XVI     | 24.01.1982 | Сан-Франциско Форті Найнерс | Цинциннаті Банґалс          | 26-21   | Понтіак                                 | 81,270   |
| XV      | 25.01.1981 | Окленд Райдерс              | Філадельфія Іглс            | 27-10   | Новий Орлеан                            | 76,135   |
| XIV     | 20.01.1980 | Піттсбург Стілерс           | Лос-Анджелес Рамс           | 31-19   | Пасадена                                | 103,985  |
| XIII    | 21.01.1979 | Піттсбург Стілерс           | Даллас Ковбойс              | 35-31   | Маямі                                   | 79,484   |
| XII     | 15.01.1978 | Даллас Ковбойс              | Денвер Бронкос              | 27-10   | Новий Орлеан                            | 75,583   |
| XI      | 9.01.1977  | Окленд Райдерс              | Міннесота Вайкінгс          | 32-14   | Пасадена                                | 103,438  |
| Х       | 18.01.1976 | Піттсбург Стілерс           | Даллас Ковбойс              | 21-17   | Маямі                                   | 80,187   |
| IX      | 12.01.1975 | Піттсбург Стілерс           | Міннесота Вайкінгс          | 16-6    | Новий Орлеан                            | 80,997   |
| VIII    | 13.01.1974 | Маямі Дольфінс              | Міннесота Вайкінгс          | 24-7    | Х'юстон                                 | 71,882   |
| VII     | 14.01.1973 | Маямі Дольфінс              | Вашингтон Редскінз          | 14-7    | Лос-Анджелес                            | 90,182   |
| VI      | 16.01.1972 | Даллас Ковбойс              | Маямі Дольфінс              | 24-3    | Новий Орлеан                            | 81,023   |
| V       | 17.01.1971 | Балтимор Колтс              | Даллас Ковбойс              | 16-13   | Маямі                                   | 79,204   |
| IV      | 11.01.1970 | Канзас-Сіті Чіфс            | Міннесота Вайкінгс          | 23-7    | Новий Орлеан                            | 80,562   |
| III     | 12.01.1969 | Нью-Йорк Джетс              | Балтимор Колтс              | 16-7    | Маямі                                   | 75,389   |
| II      | 14.01.1968 | Ґрін Бай Пакерс             | Окленд Райдерс              | 33-14   | Маямі                                   | 75,546   |
| I       | 15.01.1967 | Ґрін Бай Пакерс             | Кансас Ситі Чіфс            | 35-10   | Лос-Анджелес                            | 61,946   |